# Chiesa di Sant'Agostino alla Zecca

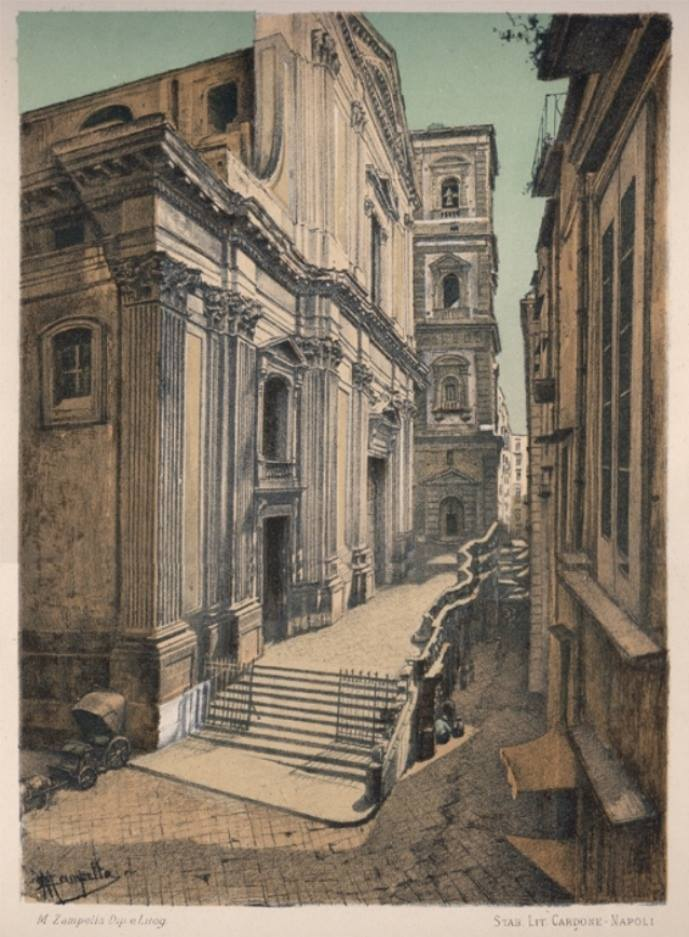
La chiesa basilicale in una stampa del XIX secolo

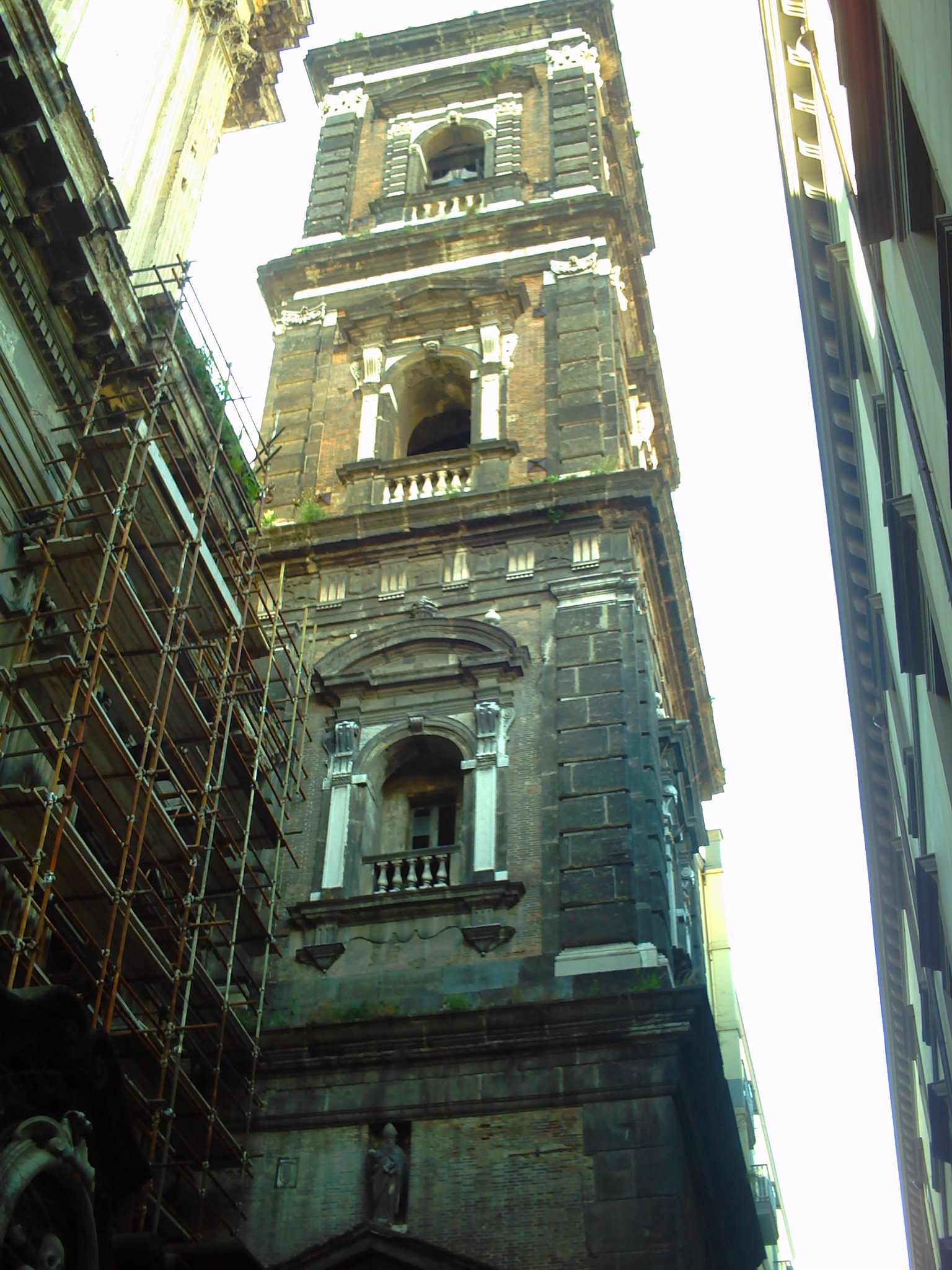
Il campanile

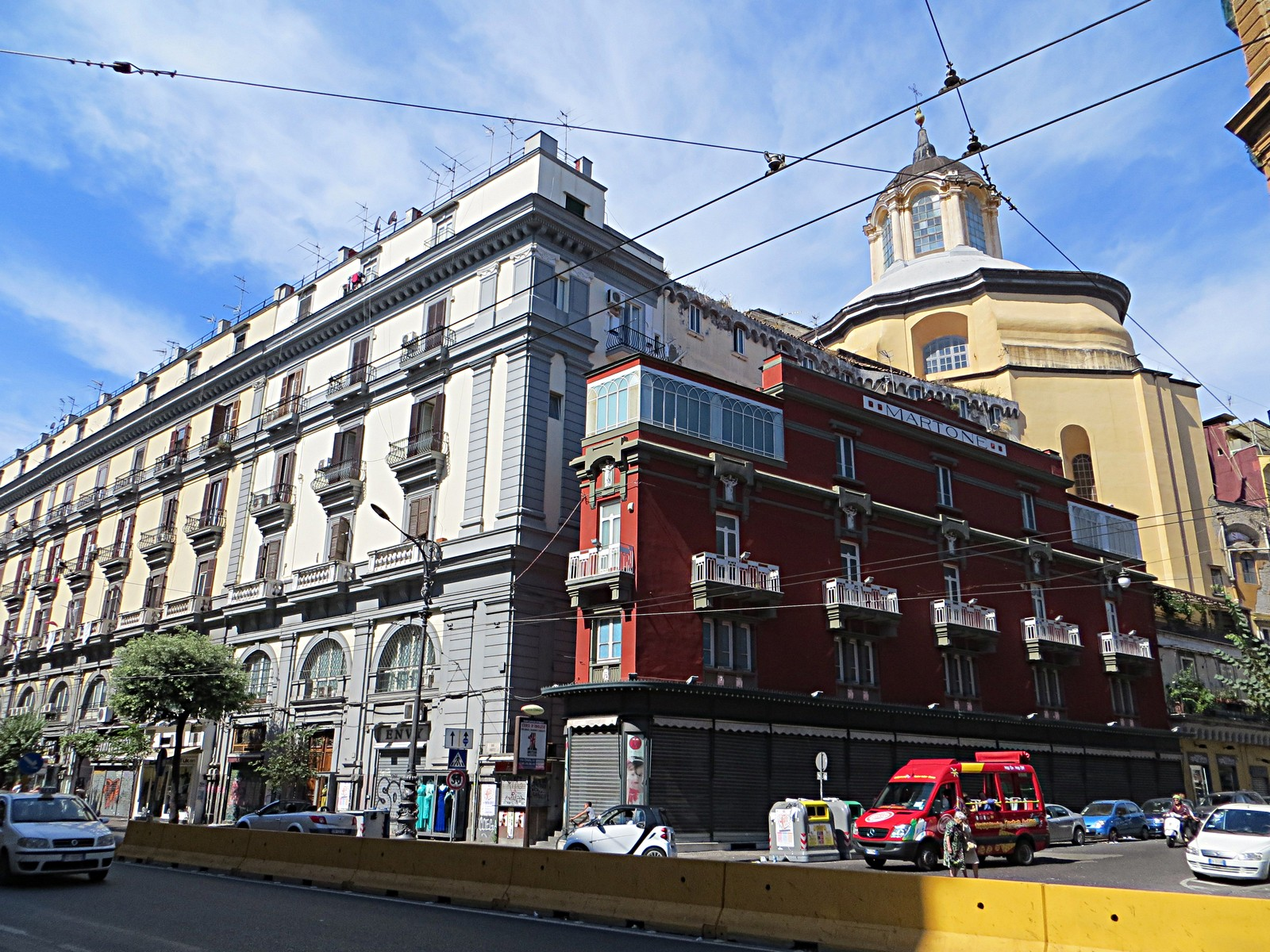
La cupola vista da Corso Umberto I

La chiesa di Sant'Agostino alla Zecca  o Sant'Agostino Maggiore è tra le più importanti e grandi chiese di Napoli; si erge nel centro antico. 
La chiesa, nonostante la sua importanza storica nel panorama cittadino e le sue dimensioni da vera e propria cattedrale (esterno con cupola, balaustra e ampio campanile, chiostro monumentale ed ampio interno a tre navate), è ancora chiusa a causa dei danni subiti durante il terremoto dell'Irpinia del 1980. 

## Storia
La struttura religiosa fu iniziata da Carlo I d'Angiò, ma venne completata grazie a Roberto d'Angiò, per volere dell'ordine degli Eremitani su di un precedente convento di monache basiliane. Nel 1287 vi fu fondato lo studio generale dell'Ordine agostiniano. Venne riedificata in stile rinascimentale dopo il terremoto del 1456: sappiamo che a tale rifacimento contribuì Onorato II Gaetani d'Aragona, conte di Fondi, il quale tra il 1480 e il 1484 finanziò la ricostruzione del presbiterio con una copertura a capriate e soffitto decorato dallo stemma della famiglia; tale stemma era visibile ancora nel Seicento alle vetrate delle finestre dello stesso presbiterio. 
L'intero complesso fu rifatto tra il XVII secolo e il XVIII secolo da Bartolomeo Picchiatti, Francesco Antonio Picchiatti, Giuseppe de Vita e Giuseppe Astarita.
Il primo progettò il campanile, ridecorò il chiostro (insieme al figlio Francesco Antonio) e l'ampia navata centrale; del de Vita è la crociera e dell'Astarita è la singolare soluzione della cupola che si trasforma in calotta absidale.

## L'interno
L'interno è composto da tre vaste navate scandite da colonne corinzie e cappelle laterali. La chiesa è chiusa al pubblico da decenni, a causa della lentezza dei lavori di ristrutturazione; molte delle sue opere sono sconosciute, mentre altre sono state rubate o trasferite.
Le istituzioni fanno fatica a salvaguardare l'enorme patrimonio artistico napoletano e molte chiese come la struttura in questione, sono avvolte nell'incuria; da quanto pervenuto possiamo citare: i due dipinti absidali (Conversione e Battesimo di Sant'Agostino) e gli affreschi nella sagrestia di Giacinto Diano, il pulpito marmoreo di Salvatore Caccavallo, il busto di San Leone, la scultura del timpano raffigurante la Trinità e gli angeli, la statua di Sant'Agostino che calpesta l'eresia e il busto di Sant'Ambrogio della cappella Tufarelli di Giuseppe Sanmartino, l'altare maggiore di Francesco Antonio Picchiatti e ulteriori tele di Giacinto Diano, di Evangelista Schiano e Giuseppe Marullo.
Nel 2008, il ministro per i beni culturali Sandro Bondi, durante un'intervista, ha dichiarato che l'allora presidente del consiglio dei ministri Silvio Berlusconi avrebbe finanziato i restauri della basilica in questione. In precedenza, il ministro Giuliano Urbani aveva promesso finanziamenti, mai arrivati. La struttura, nell'aprile 2011, ha dimostrato chiaramente di aver bisogno di urgenti restauri, in quanto un blocco di piperno del campanile è crollato sulla strada circostante, mettendo in pericolo la gente ma soprattutto i bambini del posto soliti a giocare in quel luogo. Nel 2012 la regione Campania avrebbe definitivamente approvato i lavori che avrebbero dovuto aver luogo nell'anno 2013.
Chiusa dal terremoto dell'Irpinia del 1980, attualmente risultano in corso i lavori di restauro della facciata e del campanile.

## Il chiostro degli Agostiniani e la sala capitolare
Un altro elemento di spicco della chiesa è il chiostro degli Agostiniani recentemente restaurato e sopravvissuto alle grandi demolizioni durante il periodo del Risanamento di Napoli. Completamente rifatto nel 1624 da Giovan Giacomo Di Conforto, venne poi rimaneggiato anche da Bartolomeo Picchiatti.
A pianta quadrata, sedici colonne ben impostate reggono archi a tutto sesto. Gli archi alternano pietra di piperno a pietra di marmo di Carrara. All'interno degli archi ci sono dei clipei con statue a mezzo busto raffiguranti i Santi Agostiniani. 
L'architettura della Sala capitolare, severa e gotica, è caratterizzata da volte costolonate, queste, sono rette da due grandi colonne al cui culmine sono visibili i capitelli svevi riutilizzati.

## Chiesa inferiore
I sotterranei della chiesa custodiscono vasti ambienti adibiti al culto dei morti, del tutto simili a quelli della chiesa di Santa Maria delle Anime del Purgatorio ad Arco ed altre. Qui è inoltre conservata la tomba del musicista settecentesco Nicola Jommelli.
L'ipogeo è custode anche di una piccola sala dove si trovano le tombe a scolatoio, ovvero delle piccole rientranze in pietra dove il defunto veniva posizionato in posizione fetale al fine di fargli perdere i liquidi.